# معركة ماس تييرا
معركة ماس تييرا (بالإنجليزية:  Battle of Más a Tierra)‏ هي معركة بحرية وقعت في 15 مارس 1915، وتعتبر أولى المعارك البحرية في الحرب العالمية الأولى بين الأسطول البريطاني والسفينة الحربية الألمانية.